# Danaea mazeana
Danaea mazeana är en kärlväxtart som beskrevs av Underw.. Danaea mazeana ingår i släktet Danaea, och familjen Marattiaceae. Inga underarter finns listade i Catalogue of Life.